# هاينريش ويلهلم فون هوت
هاينريش ويلهلم فون هوت (بالألمانية: Heinrich Wilhelm von Huth)‏ (و. 1717 – 1806 م) هو جندي، وضابط، وسياسي ألماني، ويحمل رتبة عسكرية فريق أول، توفي في كوبنهاغن، عن عمر يناهز 89 عاماً.